# Dialetto armeno occidentale

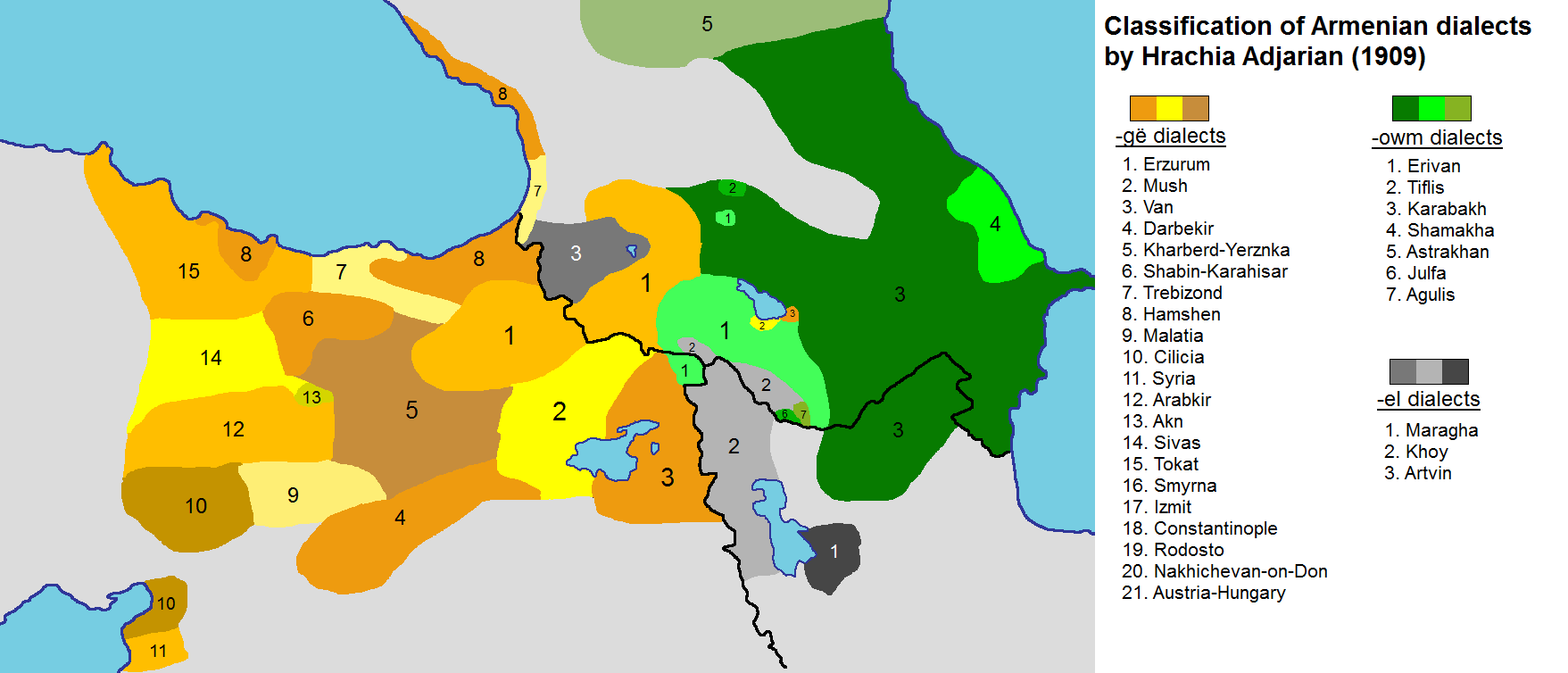
Mappa dei dialetti della lingua armena nel 1909.

Il dialetto armeno occidentale (nome nativo: արեւմտահայերէն, arevmdahayerēn) è uno dei due dialetti moderni della lingua armena ed è parlato principalmente nella diaspora, in Europa, in Nord America e nel Medio Oriente, fatta eccezione per gli armeni dell'Iran tra i quali è diffuso l'armeno orientale. È parlato anche di una piccola comunità in Turchia; ma l'armeno occidentale è parlato soltanto da una piccola percentuale degli armeni in Turchia, con il 18% fra la comunità in generale e l'8% tra i giovani.
Si è sviluppato a partire dai primi decenni del XIX secolo a partire dal dialetto armeno di Istanbul. L'armeno occidentale in Turchia è definito come sicuramente in via di estinzione (Lingua in pericolo).